# Jean-François Galliard
Pour les articles homonymes, voir Galliard.
Jean-François Galliard, né le 18 février 1948 à Alger, est un homme politique français, président du conseil départemental de l'Aveyron du 24 janvier 2017 au 1er juillet 2021.

## Biographie
Après des études de droit (finances de droit public et fiscalité) à Montpellier et Paris, il a occupé divers postes au ministère des finances (service de législation fiscale et relations extérieures) avant d’être directeur départemental des impôts puis des services fiscaux du Var, de Corrèze, de la Marne et de la Loire,.
Il a été maire de la commune de Nant de 1995 à 2008, où il est conseiller municipal en 2017.
Il a été conseiller général (DVD puis UDI) du canton de Nant du 27 mars 2011 au 29 mars 2015.
Il est conseiller départemental de Millau-2 depuis 2015.
Il est élu président du Conseil départemental de l'Aveyron le 24 janvier 2017,. Souhaitant rester à la tête de l'exécutif de l'Aveyron, il ne se présente pas à l'élection sénatoriale de 2020.
Son mandat de président du Conseil départemental prend fin le 1er juillet 2021. Il est écarté de la majorité départementale, au profit d’Arnaud Viala.
Depuis 2021, il est président de l’association des anciens maires et adjoints de l’Aveyron.

## Mandats en cours
- 1995-2008 : maire de Nant
- Depuis 2008 : conseiller municipal de Nant
- Depuis 2011 : conseiller départemental de l'Aveyron
- Depuis 2017 : président du conseil départemental de l'Aveyron[7]

## Distinctions
Jean-François Galliard est chevalier de la Légion d'honneur, et de l'Ordre national du Mérite (France).